# Rigyáci-patak
Rigyáci-patak är ett vattendrag i Ungern.   Det ligger i provinsen Zala, i den västra delen av landet, 200 km sydväst om huvudstaden Budapest.